# Lucanus laminifer
Lucanus laminifer es una especie de coleóptero de la familia Lucanidae.

## Distribución geográfica
Habita en Assam, Sikkim, Darjeeling, Birmania y Tailandia.